# Robin Jorch
Robin Henry Jorch (* 30. Juli 1994 in Berlin) ist ein deutscher Basketballspieler.

## Laufbahn
Der Berliner wurde als Jugendlicher an der Internationalen Berliner Basketball Akademie (IBBA) sowie vom Brandenburger Verein RSV Eintracht ausgebildet. 2010 wurde er mit IBBA in der Altersklasse U16 deutscher Meister. Beim RSV spielte er auch in der 2. Bundesliga ProB.
Jorch verließ sein Heimatland im Jahr 2015, um an der Boise State University im US-Bundesstaat Idaho Leistungssport und Studium zu verrichten. Er studierte Kommunikationswissenschaft. Ursprünglich hatte er sich für die Liberty University entschieden, der Wechsel kam aber nicht zustande, nachdem der dortige Trainerstab ausgetauscht worden war. Der Innenspieler bestritt bis 2020 112 Spiele für die Hochschulmannschaft in der ersten NCAA-Division. Die durchschnittlich meiste Einsatzzeit erhielt er bei Boise State in der Saison 2019/20 (16 Minuten/Spiel), die er zu den besten Werten seiner NCAA-Zeit nutzte (3,8 Punkte, 2,9 Rebounds/Spiel). Im Spieljahr 2018/19 nahm Jorch nicht am Spielbetrieb teil.
Im Juni 2020 unterschrieb Jorch beim Zweitligisten Wiha Panthers Schwenningen seinen ersten Vertrag als Berufsbasketballspieler. Für Schwenningen bestritt er während der Saison 2020/21 30 Zweitligaeinsätze, in denen er auf 6,2 Punkte und 3,8 Rebounds je Begegnung kam. Im Sommer 2021 kehrte er zum RSV Eintracht in der 2. Bundesliga ProB zurück. Die Brandenburger verließ er 2024 aus beruflichen Gründen. Jorch spielte fortan für die BG Zehlendorf in der 2. Regionalliga.

### Nationalmannschaft
Jorch nahm mit den Auswahlmannschaften des Deutschen Basketball Bundes an Europameisterschaften in den Altersklassen U16, U18 und U20 teil. Bei der U20-EM im Jahr 2014 war er mit 9,1 Punkten je Begegnung drittbester Werfer der Deutschen.